# IC 94
IC 94 је појединачна звијезда у сазвјежђу Рибе која се налази на листи објеката дубоког неба у Индекс каталогу.
Деклинација објекта је + 32° 43' 10" а ректасцензија 1h 20m 4,9s.